# Teísmo aberto
Teísmo aberto é a teologia que afirma que Deus é Onisciente, conhecendo o passado, o presente e o futuro perfeitamente, sendo que o futuro é composto de possibilidades, uma vez que as decisões humanas são autodeterminadas.[carece de fontes?]
Seus defensores defendem que Deus conhece o futuro como parcialmente fechado (aquilo que Deus decretou fazer)  e como parcialmente aberto ( aquilo que os homens farão ao atualizar eventos), e Deus o conhece em todas as suas possibilidades, e dado a dinâmica da relação Divina - humana, Deus pode alterar seus planos como resposta aos atos humanos.

## Origem
O Teísmo Aberto tem origem na Teologia do Processo. Surgido na década de 30, a Teologia do Processo, tendo como principais representantes Charles Hartshorne, Alfred North Whitehead e John Cobb, é uma tendência filosófico-teológica chamada panenteísmo, que consiste na aproximação do pensamento teísta e panteísta; herdando as características de tais inovações mais filosóficas que teológicas, surgindo a seguir o Teísmo Aberto.
O termo Teísmo Aberto teria sido cunhado pelo adventista Richard Rice em 1979, quando publicou pela Review and Herald Publishing, o livro "A Abertura de Deus: a Relação entre a Presciência Divina e o Livre-arbítrio" (The Openness of God: The Relationship of Divine Foreknowledge and Human Free Will).
Jonh MacArthur, no ensaio Megamudança Evangélica chegou a apontar para o surgimento desse ensino tendo origem em Robert Brow, através de preleções em praça pública.
Apesar das origens na Teologia do Processo, na década de 1930, e das afirmações de Jonh MacArthur, em 1990, só houve uma infiltração desse modelo teológico no meio evangelical em 1986, por intermédio de Clark Pinnock, num ensaio denominado "Deus Limita seu Conhecimento" [God Limits His Knowledge]
Clark Pinnock e John Sanders tornaram-se os principais teólogos defensores desse ensino que ainda brota em diversos meios de divulgação da filosofia cristã.[carece de fontes?]
O Teísmo Aberto defende que Deus se relaciona intimamente com o homem, em detrimento de sua onisciência que seria prejudicada com a dádiva do livre arbítrio; Deus saberia o futuro, mas não todo o futuro, pois esse futuro ainda não teria existência na presença de Deus, dado o livre arbítrio do homem concedido por Deus.
Os defensores da Teologia Tradicional afirmam que seria um completo absurdo Deus se despojar do direito de saber todas as coisas, pois, sendo assim, Deus viveria incertezas, não tendo controle sobre os eventos futuros do Universo.
Contudo, defende o Teísmo Aberto que Deus é Todo-poderoso exatamente por causa desse despojamento, visto que mesmo tendo ausência de controle sobre as escolhas humanas, Deus é capaz de governar o futuro vaticinado. Ou seja, exatamente porque Deus não se preocupa em estar no controle de suas criaturas é que ele demonstra estar realmente no controle.

### Introdução no Evangelicalismo
Num famoso ensaio sobre o tema, o renomado teólogo Clark Pinnock, representante do Teísmo Aberto, em seu ensaio Deus Limita seu Conhecimento cita o livro de Richard Rice e afirma, entre outras, que "Deus antecipa o futuro de uma maneira analógica a nossa própria experiência" e apresenta a inovadora formulação teológica ao evangelicalismo da seguinte forma:

Deus é onisciente no sentido de que conhece tudo o que pode ser conhecido, assim como Deus é onipotente no sentido de que pode fazer tudo que é possível ser feito. Contudo, ações existem para serem conhecidas. Deus pode conjecturar o que você vai fazer na próxima sexta-feira, mas não pode saber com certeza, porque você ainda não fez.

## Coqueluche teológica
O teísmo Aberto não rendeu muitos adeptos e minguou sua divulgação, ou se restringia o debate em “salas” de teologia. No Brasil, quase não se conhecia sobre o assunto senão em salas teológicas até bem pouco tempo, quando dois expoentes do meio evangélico escreveram sobre a impossibilidade de onisciência plena de Deus. Por um deles ser membro de uma das maiores denominações entre os evangélicos, a Igreja Batista, tradicional entre os protestantes, o assunto causou polêmica. Seriam eles Ricardo Gondim e Ed René Kivitz. Surgiu então uma variedade de debates em blogs e salas de debate sobre o assunto, sendo os mesmos "acusados" de apóstatas da fé.
Oficialmente, afirmam que Deus é onisciente, contudo mesmo alguns estudiosos que saltam em defesa desses homens ousados e contestadores, expõem defesas apontando em direção ao Teísmo Aberto, ou parcialmente. Alguns questionamentos que conduzem a essa temática, recentemente apresentada por Paulo Brabo são:
  "O que alguém está realmente dizendo quando recorre a abstrações como 'Deus é eterno por natureza'? O que é ser eterno por natureza? O raciocínio pode ser considerado um guia claro para a natureza da eternidade? O que é ser onipresente? Pode Deus estar presente em lugares que não existem? O futuro é um lugar? O futuro existe? Faz sentido falar do futuro como algo além de possibilidade? Faz sentido esperar que a perspectiva do tempo seja capaz de produzir vislumbres acurados sobre a natureza da eternidade? Faz sentido esperar que Deus faça sentido racional? Podemos tirar conclusões seguras a respeito de Deus a partir do raciocínio dedutivo?"
Os defensores procuram caminhar em direção ao “Teísmo Aberto” sem, contudo defender tal corrente teológica abertamente. Outros sugerem que Ricardo Gondim teria cunhado o termo “Teologia Relacional”, para defender parcialmente o Teísmo Aberto, contudo é sabido que a expressão fôra usada anteriormente por Clark Pinnock.
Na “Teologia Relacional”, defende-se a exclusão da interferência do Ser Supremo nas escolhas de suas criaturas, em detrimento do saber absoluto de Deus.
A tese dos defensores da Teologia Relacional, mais do que apresentar uma formulação e a defenderem, consiste primordialmente em criticar os conceitos estabelecidos pelo calvinismo. Quase toda a apresentação é voltada para uma argumentação crítica sem contudo firmar posição.
Na defesa de Ricardo Gondim, Paulo Brabo nega que seja defensor do Teísmo Aberto quando afirma:
 “Como Gondim e Kivitz, prefiro a confortável posição de denunciar o calvinismo sem endossar a doutrina do Teísmo Aberto – doutrina que é no fim das contas tão limitante e extrema quanto a que pretende invalidar. Agir diferente seria glorificar uma ortodoxia em detrimento da outra; desmanchar um ídolo para colocar outro no lugar.” (Considerações de Paulo Brabo sobre Calvinismo e Teísmo Aberto) 
Contudo, teólogos como Eduardo Joiner e muitos outros fizeram variadas críticas ao calvinismo sem, entretanto, abandonar os atributos da onisciência ou imutabilidade de Deus.
O próprio Ricardo Gondim, depois de alegações que estaria apostatando a fé, em uma das defesas que faz de seu credo, escreve com todas as letras que Deus é onisciente, onipresente e onipotente. Ainda que depois dessa declaração faça uma limitação em função do livre arbítrio e da bondade de Deus apresentar um futuro a ser escolhido pelo homem. Segundo ele, o homem tem livre escolha do bem e do mal, e a bondade de Deus em conceder liberdade ao homem impediria, moralmente, o Soberano de intervir e estabelecer os eventos futuros. Em sua defesa, Paulo Brabo apresenta que se há maldade no mundo, Deus não seria o construtor dessas desgraças e destruição. O livre arbítrio do homem o levara ao futuro estabelecido pelo próprio homem e Deus não teria participação nos eventos catastróficos e malévolos desse século.
As explicações da Teologia Relacional consistem em apresentar críticas sobre a teologia tradicional, que estabeleça que Deus está no controle de tudo.
Já Charles Haddon Spurgeon, pastor batista calvinista do século XIX, defende que o livre arbítrio do homem é ilusório, e que até mesmo a capacidade de fazer o bem por parte do homem tem a interveniência do Espírito de Deus, assim, o livre arbítrio humano seria absurdo, fazendo duras críticas à teologia arminiana, defensora do livre arbítrio.
  “Em livre-agência nós podemos crer, mas livre-arbítrio é simplesmente absurdo”.
Tal posição é criticada pelos defensores da Teologia Relacional, que afirma que a restrição do livre arbítrio depreciaria o atributo mais excelente, segundo eles, o amor de Deus; e que se o homem não tem completo livre arbítrio, Deus não seria bom. Afirmam que Deus, em sua santa bondade se permite relacionar com o homem sem interferir nas suas escolhas. Assim, defende a Teologia Relacional, que não teria como Deus saber de algo que ainda não existe: um futuro a ser escolhido pelo homem. Para sustentar tais teses, os defensores da Teologia Relacional afirmam que Deus “se esvazia” de sua soberania para se relacionar com o homem.
 “Um Deus que não se esvazia é um Diabo. Deus não age como tirano e não força seu poder para cima de suas criaturas sob pena de esmagá-las, tirando-lhes todo o espaço de liberdade de que precisam para existir. Deus não invade. Não usurpa. Não manipula” 
Afirmações como a de Rene Kivitz provocaram fortes reações teológicas, apesar do contexto dar a conotação de que Deus não trata o homem arrogantemente, dado o poder que teria para fazê-lo. Contudo reações contrárias a tais declarações são previsíveis, pois afirmam alguns teólogos que Deus não se esvazia quando está assentado como Todo-poderoso, ou sobre o ‘trono branco’ julgando as criaturas, no futuro vaticinado pelo livro de Apocalipse. (20:11)

## Entendendo o contexto histórico
O atributo da onisciência foi mais perscrutado pelo Calvinismo, e muito das explicações para esse atributo entre as igrejas protestantes e mesmo católico romana "copiaram" ou “recepcionaram” a teologia calvinista, que também debuçou-se sobre a existência atemporal para Deus. O tempo estaria estabelecido para o homem, contudo DEUS teria sua existência anterior à criação do tempo. O tempo teria sido criado por Deus para o homem, entretanto estaria insubmisso aos "desgastes" e ao controle do tempo. Segundo o conceito calvinista, para Deus não existiria passado, presente e futuro; para Deus haveria apenas a existência do "agora". Segundo o calvinismo, que se tornou o conceito da Teologia Tradicional aceita pela maioria das religiões cristãs protestantes e católicas, sobre as análises do “tempo”, Deus contempla todo um ano decorrido em um único instante como se fosse "agora".
Santo Agostinho já argumentava:

"Se cremos que no princípio do tempo fez Deus o céu e a terra, também devemos entender que antes do princípio do tempo não existiu o tempo. Deus criou o tempo e, por conseguinte, antes de criar o tempo não existia o tempo. E não podemos dizer que existia algum tempo, quando Deus ainda não o havia criado; pois, de que modo existia o tempo que Deus ainda não tinha criado, sendo ele o Criador de todos os tempos? E se o tempo começou a existir no mesmo momento que o céu e a terra, não podemos de modo algum encontrar o tempo antes de haver criado o céu e a terra" (De Gen. contra man., I, 2, 3).

Segundo a presente “Teologia Calvinista”, imagine-se o próximo desfile de 7 de setembro, representativo da Independência do Brasil; segundo tal ideia, Deus já viu todos os que marcharam (no presente e não futuro), quem deu passos errados e todos os que vieram para a apresentação do desfile. Para Deus, nada estaria encoberto, ele veria todas as coisas independentes do tempo, Deus caminharia e observaria a existência do homem independente do tempo; passado, presente e futuro.
Essa “Teologia Calvinista” já era aceita pela maioria das igrejas cristãs e deixou de ser ‘calvinista’ para fazer parte da “Teologia Tradicional”.
Muito do que é apresentado, eram conceitos aceitos apenas por uma questão de fé, e dada a apresentação da exegese. Contudo quando conceitos da Teoria da Relatividade foi provada no ano de 1919 na cidade de Sobral, estado do Ceará, deixando de ser uma teoria e passando formular uma nova física que englobava os conceitos de Isaac Newton, revolucionando o mundo científico quanto a curvatura do espaço-tempo, isto deu força aos conceitos calvinistas de que o tempo poderia perfeitamente se mostrar diferente inclusive para Deus, como já estava escrito na Bíblia.
Segundo os defensores da Teologia Tradicional, Deus teria dado prova de que o tempo para ele seria um mero "agora" quando explicou sobre a existência encarnada de Jesus e o seu sacrifício vicário antes mesmo da fundação do mundo.
  "E adorá-la-ão todos os que habitam sobre a terra, aqueles cujos nomes não foram escritos no Livro da Vida do Cordeiro que foi morto desde a fundação do mundo."  
O próprio Ricardo Gondim dá explicação condizente para presente doutrina, ainda que sendo defensor da Teologia Relacional:
  "Quando Deus nos criou, ele não podia gerar seres mais perfeitos do que ele, pois assim criaria  deuses mais deuses do que Ele próprio. Não poderia formar um ser igual a si, pois assim criaria um par – Deus, por definição, é incriado. Ele nos formou seres menos perfeitos – somos finitos, mortais, limitados. Entretanto, possuímos capacidade de escolhas e com a real possibilidade de praticarmos o mal – por esse motivo o Cordeiro intencionalmente foi crucificado antes da fundação do mundo: a salvação precede à criação.  Conhecendo o risco, Deus providenciou a cura”. 
Deus já sabia de todas as coisas, e por conta do livre arbítrio que havia concedido as criaturas, não impediria o homem de errar para não ferir tal livre arbítrio concedido. Se as criaturas não tivessem a liberdade de seguir ou não seguir a luz, então seriam robôs sem vontade própria, assim o livre arbítrio que garantia a liberdade das criaturas, poderia dar-lhes a condição de caminhar também em direção as trevas. Segundo a teologia tradicional, Deus daria a liberdade de escolha, contudo já saberia quem tomaria cada caminho.

## Predestinação e onisciência
O pelagianismo ensinava a transgressão teria origem pela livre vontade do indivíduo, negando o pecado original. O agostianismo ensinava que o pecado teria originado em Adão, e que todos eram pecadores em Adão, além de pecadores e culpados em si mesmos. O semi-pelagianismo trouxe um meio termo às ideias extremáticas de Pelágio e Agostinho, afirmando que o homem teria sim energias para que iniciassem sua salvação, contudo para desenvolver e aperfeiçoar essa salvação, seria necessário à graça divina. Os que crêem na predestinação pessoal, são assim influenciados pela teologia agostiniana que teve ascendência sobre tais credos no tocante a predestinação.
Esse conceito fez surgir à doutrina da predestinação, de cunho calvinista, contudo não aceita pela maioria das igrejas cristãs. O conceito de 144.000 eleitos foi defendido por muitas religiões, hora de forma estricta hora num sentido amplo. A teologia ariana moderna agregou tais orientações agostinianas, apesar de muitos desses defensores da predestinação se dizerem portadores de uma teologia renovada e se nomearem ferrenhos críticos de Agostinho, conquanto tais formulações apresentem “origem” nesse conhecido teólogo.
Eduardo Joiner, teólogo do século XIX, afirma: “O agostianismo ganhou ascendência, e ainda reina em todos os sistemas que crêem na predestinação pessoal”. (Manual Prático de Teologia)
O que tudo isso teria com o Teísmo Aberto? A teologia da predestinação foi defendida exatamente por causa do conceito atemporal da teologia tradicional; como Deus teria ciência de todos os passos do homem desde o seu nascimento ou mesmo antes deste, então Deus já saberia quem iria se salvar ou não. Assim surgiu a doutrina da Predestinação.
Essa teologia é muito criticada por teólogos do presente século e alguns denunciaram tal ideia como heresia. Os críticos da predestinação defendem que Deus seria muito mesquinho se criasse o homem já com o propósito do fogo eterno, bem como defendem que a onisciência seria o poder de "saber" e não a determinação de "escolher" a um e não a outro para gozar a vida eterna.
Como poder-se-á perceber, muitas das formulações de ambos os lados se sustentam no atributo da bondade. Sim, Deus seria bom e a origem de toda bondade residiria em Deus.
Os defensores da Teologia Relacional, a defesa parcial do Teísmo Aberto, chegam a afirmar que o conceito já era muito conhecido e que o embate teológico entre Lutero e Rotterdam trataria já de tais formulações. Como sempre foi no campo da teologia, se uma ideia não é originária em grandes teólogos são passíveis de desmerecimento. A maneira de se fugir do descrédito seria buscar grandes expoentes que sustentariam tal doutrina.
É bem verdade que Rotterdam pediu para Lutero deixar Deus ser bom, enquanto Lutero pediu para Rotterdam deixar Deus ser Deus. Não houve vencedor nesse debate, pois Deus sempre será Deus e sua bondade dura para sempre. Assim, afirmar que esse debate tratava-se da defesa de um Teísmo Aberto é um ledo engano apresentado pelos defensores da Teologia Relacional, visto que Deus pode ser bom, sem deixar de ser o Soberano Deus, afirmam assim os opositores; além do que, o debate entre esses grandes teólogos de respeitáveis grandezas, nunca se prestou a contestar a onisciência de Deus. Assim, os que criticam a “Teologia Relacional”, afirmam que cunhar esse termo com base em debates entre Lutero e Rotterdam não passa de uma ilusão de convencimento visto que tais expoentes não contestaram a onisciência, a onipresença nem a onipotência de Deus. Afirmam que o termo Teísmo Aberto é uma criação do final do século XX, mais precisamente cunhada em 1980 por Richard Rice e nascida da gravidez da Teologia do Processo, fecundada na década de 30 e também conhecida por panenteísmo.

## Imutabilidade e Teísmo Aberto
O termo “Teísmo Aberto” foi cunhado pelo adventista Richard Rice contudo, segundo Paulo Brabo, tais ideias circulavam entre Wesley e Arminius. Semelhantemente a teologia adventista, pontua que muitos dos conceitos da teologia clássica seriam importados da filosofia grega, do qual muito herdaríamos. Segundo Paulo Brabo, o conceito de Deus imutável, impassível e fora do tempo, é acertadamente de origem grega. E salienta que os defensores do Teísmo Aberto afirmavam que termos como onisciência, onipotência e onipresença não aparecem na Bíblia.
Ricardo Gondim é mais profundo nesse pensamento contra a imutabilidade de Deus:
 “Os gregos não concebiam a possibilidade de Deus mudar. Segundo eles, Deus não pode mudar por ser perfeito. Ora, a misericórdia só é possível de ser exercida se houver mudança no coração de quem a exerce. Aliás, misericórdia não exige mudança de quem é alvo dela e sim de quem a pratica. Há inúmeros exemplos bíblicos de que Deus mudou o que faria e tomou medidas até emergenciais, devido às ações humanas”. [Ricardo Gondim] 
Segundo Sanders, em “Deus que arrisca”, Deus mudaria sua mente, continuaria a aprender e fazer exame de risco. Já Gregory Boyd, no livro "Deus do possível", defende que até as decisões divinas são incertas num cosmo livre.  Os críticos contra-atacam que se as conclusões de Boyd estiverem corretas, a humanidade tem mais liberdade do que o Criador. E Deus estaria limitando seu conhecimento e poder a fim preservar o livre arbítrio, o que para os opositores é um absurdo.

## Onisciência em movimento
O Teísmo Aberto acredita que Deus procura estar em um relacionamento recíproco com humanidade, não exercitando o controle meticuloso do universo, mas deixa que a humanidade faça as escolhas significativas. Apresentam pontos das escrituras que Deus se relaciona diretamente com o homem, e que as escolhas “livres” do homem é que estabelecem as formas como Deus lhe responderá.
Afirma o Teísmo Aberto, que o controle rigoroso não está baseado na Bíblia, mas na filosofia grega, onde os filósofos gregos viam a Deus como uma força totalmente controladora e imutável.
O termo "Aberto" se usa porque Deus se 'abre' para um relacionamento com o homem, se expondo a riscos, como teria acontecido com Jesus ao ser despojado, humilhado, e posto em risco a glória que tinha nos céus.
No Teísmo Aberto o futuro é “não definido” e “incerto”, logo faz a suposição de não haver “verdade” sobre as determinações futuras. O princípio está na “incerteza”. Ou seja, uma verdade futura, só será verdade “se” determinadas escolhas “próprias” do livre arbítrio forem tomadas. O Teísmo Aberto não “viaja” no tempo indo e voltando, fazendo formulações próprias dos filósofos, o Teísmo Aberto é simples e sincero com alguns padrões racionais, e complicado nas deduções a que pode reduzir Deus. O Teísmo Aberto segue uma linha reta no sentido que o tempo toma em direção ao futuro, e pondo Deus dentro do tempo. O Teísmo Aberto não é negligente em desprezar alguns parâmetros, tem que ser dito, para não tomarmos teólogos sérios que ousaram discordar da Teologia Tradicional e pintarmos homens sérios como brincalhões filosófico-religiosos. Por isso, são coerentes em afirmar que há verdades necessárias que estão estabelecidas no futuro, respeitando assim o que já fôra vaticinado nas Escrituras, apenas não permitem que as contingências, ou eventos incertos, sejam “verdadeiras” ou “falsas” pré definidamente. A incerteza do futuro, o torna “especial”, nunca “verdadeiro”.
Isso vai de encontro com a teologia tradicional, negando às contingências a certeza de uma opção “verdadeira” ou “falsa”. Pois assim sendo, as criaturas detentoras do livre arbítrio possuem em suas escolhas a completa incerteza, ou completa falta de verdade para eventos que não estiverem já vaticinados ou pré-estabelecidos. Tudo que foi poderia ter sido de outra maneira, e nada era para ser como foi se as escolhas tivessem sido outras. Conseqüentemente, defendem os críticos, se não há tantas verdades sobre o futuro do homem, Deus não tem como sabê-las, pois Deus é Senhor de verdades e não de incertezas.
Como já foi explicado, não defende abertamente que Deus não seria onisciente, o que afirmam em seus "postulados" é que sendo Deus onipotente, não quer dizer que teria ausência de poder no atributo da onisciência, ao respeitar o livre arbítrio. Afirmam que um ser onipotente somente "pode" fazer qualquer coisa possível quando é limitado a o que é verdadeiro, visto que ser onisciente significa somente saber tudo que é verdadeiro. Assim, nesse sentido, Deus não seria completamente onisciente, pois isso faria Deus “estático”, ou detentor de uma “onisciência estática”, enquanto os pressupostos do Teísmo Aberto defendem a “onisciência em movimento”.

## Livre arbítrio libertariano
Alguns pontos devem ser diferençados para que não se dê a conotação generalista sobre o que as demais linhas teológicas pensam sobre o livre-arbítrio, visto que a posição Calvinista, que não é dominante entre os cristãos, defende a completa ausência de livre arbítrio, mas apoia a existência da livre agência.
Predomina entre os cristãos o livre arbítrio compatibilista, que  “sustenta que uma pessoa pode escolher somente o que é consistente com sua natureza e que há coações e influências sobre sua capacidade de escolher. No livre-arbítrio libertariano, um pecador é igualmente capaz de escolher ou rejeitar Deus, a despeito de sua condição pecaminosa”. 
Ou seja, o livre-arbítrio libertariano despreza as ações externas e defende o livre-arbítrio pleno, independente das pressões e coações internas e externas.
Segundo o livre-arbítrio compatibilista, um homem que é escravo do pecado não poderá entender as coisa espirituais, logo não terá capacidade de escolher Deus senão por ingerência do Espírito Santo.
Os críticos do Teísmo Aberto afirmam que se ações externas promovem que determinada pessoa busque a Deus, e essas ações externas, ou mesmo ações internas, que independem do indivíduo diretamente, são provocadas por ingerência de circunstância superiores, então para que o homem encontrasse salvação ou condução ao caminho da verdade teria que haver ingerência divina.
Contrariamente o livre-arbítrio libertariano define e não aceita que o homem necessite da ingerência divina para a escolha do caminho, pois se o homem necessitar de um empurrãozinho de Deus para pegar o trem da salvação, ou do paraíso, então nega-se a teologia do Teísmo Aberto em que Deus deu plena liberdade de escolhas ao ser humano.
Tanto o livre-arbítrio libertariano como o compatibilista defendem que o pecado, a corrupção do coração cheio de maldade que não ama a luz, mas as trevas, e por conseguinte não entendem as  coisas espirituais, influenciam a vontade humana. A diferença á que o livre-arbítrio compatibilista afirma que que o homem não tem como violar sua natureza, e sua escolha natural só poderia ser a morte; a não ser que o Espírito da Verdade lhe abra os olhos, num determinado momento, para que possa alcançar escolhas certas e contrárias a sua natureza. Já o livre arbítrio libertariano afirma que a natureza caída do homem não restringi nas escolhas certas, e que suas escolhas não são limitadas, ou seja, mesmo tendo uma natureza má, contaminada pelo pecado, o homem é livre completamente para fazer boas escolhas.